# Coracina
Coracina – rodzaj ptaków z podrodziny liszkojadów (Campephaginae) w obrębie rodziny liszkojadów (Campephagidae).

## Rozmieszczenie geograficzne
Rodzaj obejmuje gatunki występujące w Azji i Australazji.

## Morfologia
Długość ciała 22–37 cm; masa ciała 55–180 g.

## Systematyka
Rodzaj zdefiniował w 1816 roku francuski ornitolog Louis Pierre Vieillot w publikacji własnego autorstwa poświęconej ornitologii. Gatunkiem typowym jest (późniejsze oznaczenie) kruczyna czarnoczelna (C. papuensis).

### Etymologia
- Kinkus: nazwa opiera się na „Kinki-manou” de Buffona (1770–1785)[18].
- Coracina (Caracina): gr. κορακινος korakinos ‘mały kruk’, od zdrobnienia κοραξ korax, κορακος korakos ‘kruk’, od κρωζω krōzō ‘krakać’[19].
- Graucalus (Grauculus): gr. γραυκαλος graukalos ‘ptak o popielatym upierzeniu’ wspomniany przez Hezychiusza, do dzisiaj niezidentyfikowany[20]. Gatunek typowy (późniejsze oznaczenie)[21]: Corvus papuensis J.F. Gmelin, 1788.
- Coronis: gr. κορωνη korōnē ‘kruk’, od κρωζω krōzō ‘krakać’[22].
- Ceblepyris: gr. κεβληπυρις keblēpuris ‘ptak wymieniony przez Arystofanesa’, w żaden sposób niezidentyfikowany, ale później powiązany z czeczotką zwyczajną (Acanthis flammea), od κεβλη keble ‘głowa’; πυρ pur, πυρος puros ‘ogień’[23]. Gatunek typowy (oznaczenie monotypowe): Ceblepyris melanops Selby, 1840 (= Corvus melanops Latham, 1801).
- Pteropodocys: gr. πτερον pteron ‘skrzydło’; ποδωκης podōkēs ‘szybkonogi’, od πους pous, ποδος podos ‘stopa’; ωκυς ōkus ‘szybki’[24]. Gatunek typowy (oznaczenie monotypowe): Pteropodocys phasianella Gould, 1846 (= Ceblepyris maxima Rüppell, 1839).
- Gazzola (Gazola): Giovan Battista Conte Gazzola (1757–1834), włoski naukowiec, wynalazca, paleobiolog i kolekcjoner[25]. Gatunek typowy (oznaczenie monotypowe): Corvus caledonicus J.F. Gmelin, 1788.
- Ptiladela (Ptiladera): gr. πτιλον ptilon ‘pióro’; δηλος dēlos ‘wyraźny, widoczny, rzucający się w oczy’, od δηλοω dēloō ‘pokazać’[26]. Gatunek typowy (oznaczenie monotypowe): Campephaga boyeri G.R. Gray, 1846.
- Artamides: rodzaj Artamus Vieillot, 1816 (ostrolot); gr. -ιδης -idēs ‘przypominający’[27]. Gatunek typowy (oznaczenie monotypowe): Ceblepyris bicolor Temminck, 1824.
- Paragraucalus: gr. παρα para ‘blisko’; rodzaj Graucalas Cuvier, 1816[28]. Gatunek typowy (oryginalne oznaczenie): Ceblepyris lineata Swainson, 1825.

### Podział systematyczny
Do rodzaju należą następujące gatunki:

- Coracina caeruleogrisea (G.R. Gray, 1858) – kruczyna grubodzioba
- Coracina longicauda (De Vis, 1890) – kruczyna czarnogłowa
- Coracina temminckii (S. Müller, 1843) – kruczyna modra
- Coracina bicolor (Temminck, 1824) – kruczyna dwubarwna
- Coracina maxima (Rüppell, 1839) – kruczyna ziemna
- Coracina lineata (Swainson, 1825) – kruczyna żółtooka
- Coracina boyeri (G.R. Gray, 1846) – kruczyna zmiennolica
- Coracina parvula (Salvadori, 1878) – kruczyna ciemna
- Coracina fortis (Salvadori, 1878) – kruczyna śniada
- Coracina personata (S. Müller, 1843) – kruczyna sundajska
- Coracina welchmani (Tristram, 1892) – kruczyna stalowa
- Coracina novaehollandiae (J.F. Gmelin, 1789) – kruczyna czarnolica
- Coracina atriceps (S. Müller, 1843) – kruczyna molucka
- Coracina papuensis (J.F. Gmelin, 1788) – kruczyna czarnoczelna
- Coracina ingens (Rothschild & E. Hartert, 1914) – kruczyna siwa
- Coracina caledonica (J.F. Gmelin, 1788) – kruczyna melanezyjska
- Coracina macei (Lesson, 1831) – kruczyna hinduska
- Coracina larutensis (Sharpe, 1887) – kruczyna ciemnoskrzydła
- Coracina javensis (Horsfield, 1821) – kruczyna ołowiana
- Coracina striata (Boddaert, 1783) – kruczyna jarzębata
- Coracina dobsoni (Ball, 1872) – kruczyna andamańska
- Coracina larvata (S. Müller, 1843) – kruczyna maskowa
- Coracina leucopygia (Bonaparte, 1850) – kruczyna białorzytna
- Coracina schistacea (Sharpe, 1878) – kruczyna kapturowa